# BLNO
BLNO er den øverste basketballserie for herrer i Norge. BLNO blev startet i efteråret 2000 efter mønster fra lignende ligaer blandt andet i USA (NBA) og Sverige (Basketligan). Der blev sat strenge krav til holdene, blandt andet til økonomi, et vist antal heltidsansatte, et vist antal udlændinge, en ungdomsafdeling med en vis standard etc., samtidig som ligaen blev gjort uafhængig af resten af ligasystemet, sådan at det ikke længere ville være nogen automatik i oprykning til eller nedrykning fra serien. 
Efter meget entusiasme og en god del mediedækning de første par sæsoner, blandt andet i TV 2, har ligaen nu begyndt at modificere egne krav efter at flere hold har trukket sig på grund af økonomiske problemer og en synkende interesse i mediet – om end ikke på tribunen, hvor tilskuerantallet stadig er jævnt højt.

## 2006-2007-sæson
Ligaen består sæsonen 2006-2007 af disse hold:
- 3B/Bærums Værk
- Asker Aliens
- Fjellhamar Stallions
- Kongsberg Penguins
- Tromsø Storm
- Harstad Vikings
- Ulriken Eagles
- Kristiansand Pirates

3B/Bærums Værk og Fjellhamar Stallions spillede sæson 2005-2006 i 1. divition, og er nykommere i BLNO.

## 2005-2006-sæsonen
Ligaen bestod sæsonen 2005-2006 af disse hold:
- Asker Aliens
- Kongsberg Penguins
- Tromsø Storm
- Harstad Vikings
- Ulriken Eagles
- Kristiansand Pirates

Frøya Ambassadors og Njård Giants trak holdene lige før sæsonstart på grund af økonomiske problemer.

## Tidligere slutspilsmestere
- 2007 Ulriken Eagles
- 2006 Harstad Vikings
- 2005 Asker Aliens
- 2004 Bærums Verk Jets
- 2003 Asker Aliens
- 2002 Asker Aliens
- 2001 Oslo Kings